# Короли (Кировская область)
Короли — деревня в Оричевском районе Кировской области в составе Шалеговского сельского поселения.

## География
Расположена на расстоянии примерно 12 км по прямой на запад-юго-запад от райцентра поселка Оричи.

## История
Известна с 1671 года как «Волость Шалеговская Петелина» с 1 двором, в 1765 году здесь уже 44 жителя. В 1873 году тут (деревня Волости Шалеговской или Королевы) дворов 7 и жителей 59, в 1905 (Большие Короли) 7 и 32, в 1926 9 и 45, в 1950 20 и 70, в 1989 году оставалось 10 постоянных жителей. Настоящее название утвердилось с 1950 года. 

## Население
Постоянное население  составляло 8 человек (русские 100%) в 2002 году, 8 в 2010.